# Víctor González Fernández
Víctor González Fernández (29 de diciembre de 1970) es un deportista español que compite en snowboard adaptado. Participó en los Juegos Paralímpicos de Pyeongchang 2018, en las pruebas de snowboard de cross y eslalon SB-LL1.

## Biografía
Comenzó a practicar snowboard en 1990, participando en varias competiciones nacionales. En el año 2000 fundó una escuela de snowboard en el Valle de Arán, en Baqueira con el nombre de Pura Vida School.
El 22 de febrero de 2015 estaba realizando un curso de avalanchas en el Parque nacional de Aiguas Tortas y Lago de San Mauricio cuando choquó contra un muro de nieve y se rompió la C5 y la C6. El accidente le creó un síndrome centro medular con un 30 % de lesión sensitivo-motora. Pasó un año entero en entre el hospital Vall d’Hebron y el HUCA.
Dos años después de su accidente, comenzó a competir en la Copa del Mundo de para snowboard para buscar la clasificación para los Juegos Paralímpicos de Pyeongchang 2018, logrando buenos resultados y consiguiendo  estar el 6º del mundo en el ranking IPC durante varios meses, aunque terminó el año 2017 en undécimo lugar en cross SB-LL1 y octavo en eslalon SB-LL1.
En marzo de 2018 participó en los Juegos Paralímpicos de Pyeongchang 2018 en las pruebas de snowboard SB-LL1. Terminó en la 13.ª posición en cross y en la 12.ª en eslalon.